# Corey Seager
Corey Drew Seager (Charlotte, 27 aprile 1994) è un giocatore di baseball statunitense di ruolo interbase per i Texas Rangers della Major League Baseball (MLB).

## Primi anni
Corey Seager nacque a Charlotte, nella Carolina del Nord, da Jeff e Jody Seager. È il minore di tre fratelli. Il maggiore, Kyle Seager, gioca per i Seattle Mariners. Justin, il secondo fratello, fu scelto nel dodicesimo giro del Draft MLB 2013.

## Carriera

### Amatoriale
Seager frequentò la Northwest Cabarrus High School di Corcord, North Carolina. Richiese di entrare nella University of South Carolina di Columbia, frequentando un piano di studi con l'obiettivo di formare giocatori di baseball professionisti. I Los Angeles Dodgers della Major League Baseball (MLB) selezionarono Seager nel primo giro del Draft MLB 2012 come 18º assoluto. Ricevette un bonus di 2,35 milioni di dollari per firmare il contratto con i Dodgers invece che iscriversi all'università.

### Leghe Minori
Seager iniziò la sua carriera professionistica con gli Ogden Raptors della Pioneer League, per i quali ebbe una media battuta di 309 in 46 partite nel 2012. Venne promosso ai Great Lakes Loons della Classe A della Midwest League per il 2013. Arrivò a 309 con 12 fuoricampo e 57 punti battuti a casa (RBI) in 74 partite con i Great Lakes e fu promosso il 3 agosto ai Rancho Cucamonga Quakes della Class A-Advanced nella California League. Tuttavia, in 27 partite nella nuova categoria la sua media scese a .160. Dopo la stagione del 2013, Seager giocò per i Glendale Desert Dogs nella Arizona Fall League e fu selezionato per giocare nell'AFL Fall Stars Game.
Nel 2014, Seager batté con .352, con 18 home run e 70 RBI per i Quakes e fu selezionato per il mid-season California League All-Star team. Giocò per il team statunitense nel 2014 All-Star Futures Game. Dopo il Futures Game, fu promosso ai Chattanooga Lookouts della classe AA della Southern League. Con i Lookouts disputò 38 partite con una media battuta di .345.

### Los Angeles Dogders

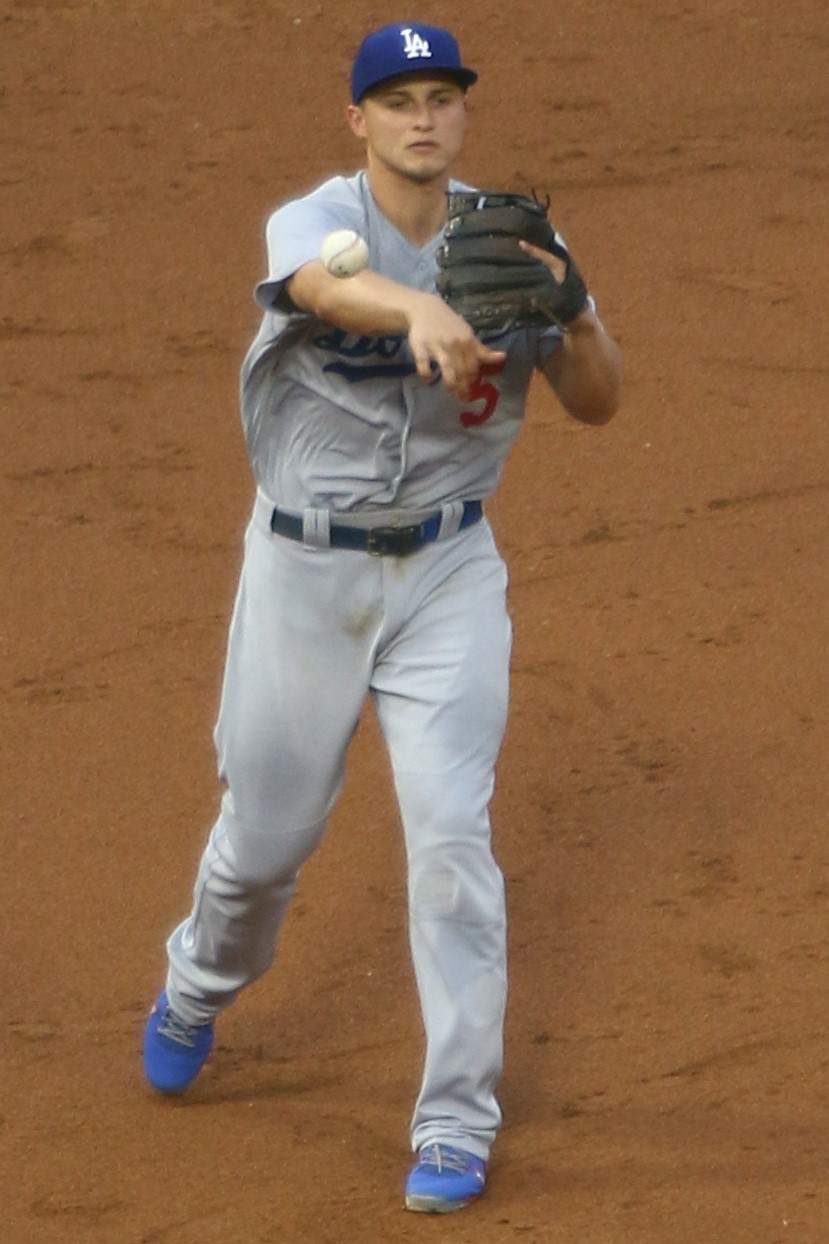
Seager nel 2017

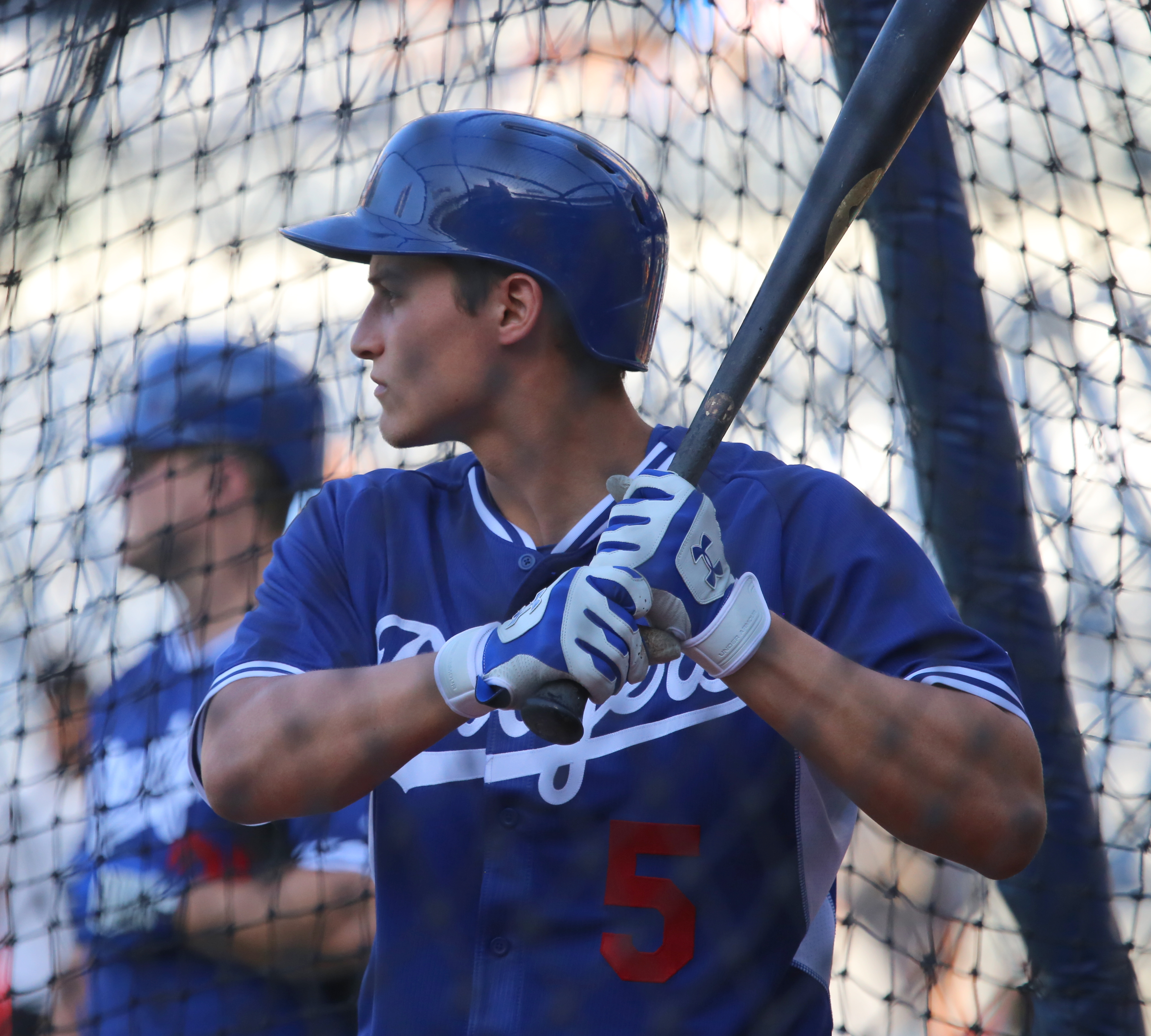
Seager nel 2015

Seager debuttò nella MLB il 3 settembre 2015, al Petco Park di San Diego contro i San Diego Padres. In quella stagione partì come interbase titolare nelle National League Division Series, rendendolo il giocatore di posizione più giovane della storia del club a partire come titolare nei playoff.
Nel 2016 fu nominato interbase titolare dei Dodgers. Il 3 giugno divenne il sesto giocatore più giovane di sempre a battere tre fuoricampo in una gara contro gli Atlanta Braves. Fu premiato come miglior rookie del mese di giugno della National League e fu convocato per il suo primo All-Star Game a luglio. Il 20 settembre divenne il primo debuttante dei Dodgers a battere 40 doppi in una stagione. La sua annata si chiuse con una media battuta di .308, 26 fuoricampo e 72 RBI in 157 partite, venendo premiato unanimemente come rookie dell'anno della National League. Entrò inoltre nella storia assieme al fratello Kyle come la prima coppia di fratelli a battere almeno 25 fuoricampo nella stessa annata.
Il 2 luglio 2017, Seager fu convocato per il secondo All-Star Game della carriera. La sua stagione regolare si chiuse con una media battuta di .295 e 22 fuoricampo,, venendo premiato col secondo Silver Slugger Award. Nei playoff, Seager fu costretto a saltare tutte le National League Championship Series per un infortunio alla schiena. Tornò in campo nelle World Series 2017, dove i Dodgers furono sconfitti dagli Houston Astros per quattro gare a tre.
Il 30 aprile 2018, gli venne diagnosticata una lesione del legamento collaterale ulnare del gomito destro, che lo contrinse a sottoporsi alla Tommy John surgery; causandogli la perdita del resto della stagione 2018. Divenne free agent al termine della stagione 2021.

### Texas Rangers
Il 1º dicembre 2021, Seager firmò un contratto decennale dal valore complessivo di 325 milioni di dollari con i Texas Rangers. Il contratto è il più dispendioso della storia della franchigia, superando l'accordo di 252 milioni con Alex Rodriguez nel 2000.

## Palmarès

### Club
- World Series: 2

Los Angeles Dodgers: 2020
Texas Rangers: 2023

### Individuale
- MVP delle World Series: 2

2020, 2023
- MVP della National League Championship Series: 1

2020
- MLB All-Star: 2

2016, 2017
- Silver Slugger Award: 2

2016, 2017
- Rookie dell'anno della National League - 2016